# Łuka (rejon czortkowski)
Łuka (ukr. Лука) – wieś na Ukrainie w obwodzie tarnopolskim, w rejonie czortkowskim.
Do 2020 w rejonie monasterzyskim.

## Ludzie
- Michał Łucki (Wadziak) – właściciel dóbr we wsi w 1900[3]